# Acalypha subcastrata
Acalypha subcastrata är en törelväxtart som beskrevs av Johan Erhard Areschoug. Acalypha subcastrata ingår i släktet akalyfor, och familjen törelväxter. Inga underarter finns listade i Catalogue of Life.